# Sara Ciampi
Sara Ciampi (Genova, 24 gennaio 1976) è una poetessa e scrittrice italiana.

## Biografia
Considerata una "enfant prodige" della letteratura avendo composto la sua prima lirica all'età di 5 anni, figlia di Livia Capozzi e di Franco Ciampi, ha iniziato la sua attività letteraria in poesia ed in prosa a 14 anni. Dopo la maturità linguistica, costretta ad interrompere gli studi universitari a causa di diverse patologie, in particolare la tubercolosi polmonare, ha continuato i suoi studi da autodidatta. In seguito le sono state conferite due Lauree H.C., una in Lettere alla Universidad Internacional Moctezuma, e l'altra in Filosofia alla International Academy of Culture and Political Science.
Da alcuni critici letterari, tra cui Andrea Pellegrini, Cristiana Vettori, Giovanni Campisi, Lia Bronzi,  è considerata non solo il "Leopardi del Terzo Millennio", come dichiara il Centro Nazionale di Studi Leopardiani di Recanati, ma anche la principale esponente del neoromanticismo.
Alcuni suoi libri di poesie sono stati tradotti in 23 lingue. Nel 2019 è stata nominata Cavaliere della Repubblica Italiana. Nel 2023 è stata nominata ambasciatrice di Genova nel Mondo dal sindaco del capoluogo ligure Marco Bucci.
Nel 2023, scoprendo una propria vena artistica, pubblica un libro di disegni, Vissi d'arte (2024).

## Poetica
La sua opera, traendo ispirazione dai suoi problemi di salute e dalle cure necessarie, parla di un dolore esistenziale che non si chiude in sé stesso ma che fa riferimento alla realtà sociale vicina all'autrice, senza escludere un'interrogazione serrata sul senso dell'essere e dell'esistere

## Opere
- I giorni dei cristalli, 2006
- Gocce di tristezza, 2009
- Il crepuscolo oltre la luce, 2009
- Canti di mestizia, 2010
- Il vento dei sentimenti, 2010
- Le onde del destino, 2011
- Lacrime, 2012
- Parvenza, 2012
- I moti dell'anima, 2013
- Rimembranze e chimere, 2014
- Nella bruma della sera, 2014
- Amaro destino, 2015
- Le tristi melodie del cuore, 2015
- Effimera esistenza, 2015
- Magnolia 4, 2016 (co-autrice Tersilia Federici)
- Invecchiata giovinezza, 2016
- Umanità allo specchio, 2016
- Nello scrigno del cuore, 2018
- Nei profondi abissi dell'anima, 2018
- Nello scrigno dei ricordi, 2018
- Rimembranze, 2019
- Viaggio nel paranormale, 2019
- Un'esistenza tra luci ed ombre, 2019
- I sentieri della vita, 2020
- I battiti del tempo, 2020
- Canti crepuscolari al chiaro di luna, 2021
- Il desiderio di Lorenzo, 2021
- L'uomo arrivato dal futuro, 2022
- Dolente umanità, 2022
- La crociera del mistero, 2023
- La culla dei sentimenti, 2023
- Pandemia mortale, 2024
- Vissi d'arte, 2024
- Un nido di emozioni, 2024

### Antologie
- Il Parnaso, 2013 (con Arenc Beqiraj)
- Perle d'Inchiostro, 2014
- Sentire, 2014 (con Mariarosa Dal Bello)
- Prospettive, 2015 (con Nives Fezzardi)

### Poesie
- Armonie 13 - Le tristi melodie del cuore, 2015
- Approdi - Effimera esistenza, 2015